# Clayton, Dubilier & Rice
Clayton, Dubilier & Rice (CD&R) ist ein US-amerikanisches Private-Equity-Unternehmen mit Sitz in New York City.

## Beteiligungen
Einige Beteiligungen des Unternehmens (auch Minderheitsbeteiligungen) umfassen:
| Unternehmen              | Branche      |
| ------------------------ | ------------ |
| American Greetings       | Grußkarten   |
| Beacon Building Products | Baustoffe    |
| Belron                   | Fahrzeugglas |
| Capco                    | Beratung     |
| Kalle                    | Verpackungen |
| Univar Solutions         | Großhandel   |
| Wm Morrison Supermarkets | Einzelhandel |

Ehemalige Beteiligungen von CD&R umfassen:
- Envision Healthcare
- Harris Graphics
- Lexmark
- Mauser
- Remington Arms
- Rexel
- SPIE